# Ak-Kajacultuur
De Ak-Kajacultuur is een archeologische cultuur uit het Moustérien-tijdperk van het middenpaleolithicum, daterend van 100/110.000 tot 30/35.000 BP.
De cultuur wordt vertegenwoordigd door bijna twintig belangrijke grot-sites, geconcentreerd nabij de Ak-Kaja-rotsen in de regio Belogorsk in het oostelijk deel van de Krim. Onder de best onderzochte sites zijn Zaskalnaja V en VI, Sary-Kaja I, Krasnaja Balka, en Prolom II.

## Beschrijving
Er zijn stenen werktuigen opgegraven, waaronder karakteristieke aan beide zijden bewerkte messen, enkele gereedschappen van been, waaronder unieke gekerfde artefacten (Prolom II). Onder de faunaresten overheersten botten van mammoeten, paarden, wisenten en saiga's, wat duidt op een zekere specialisatie in de jacht. Op sommige sites werden skeletresten van neanderthalers gevonden (tot 7 individuen), waarvan sommige zich in doelgerichte graven bevonden. In Centraal-Europa zijn vergelijkbare sites bekend, maar veel gegevens getuigen van de lokale oorsprong van de Ak-Kajacultuur.
Tijdens opgravingen van de site Zaskalnaja V werden een mammoetbot met een eenvoudige tekening erop en een neanderthaler-tand van 80.000 jaar oud ontdekt.
Op de site Zaskalnaja VI (Kolosovskaja, niet-gekalibreerde C14-datering 35 tot 38.000 BP), werd in laag III een fragment van een vogelbot met inkepingen ontdekt. Aangenomen werd dat dit spaakbeen (os radius) van een raaf, net als het artefact uit een griffelbeentje van een paard uit laag IIIa, een fragment was van een piercing of priem, of deel van een naald.
De Tsjokoertsja-grot (Krimtataars: Çuqurça) is een grot aan de rand van Simferopol. Ze is vernoemd naar het nabijgelegen dorp Tsjokoertsja, nu Loegovoje. Tsjokoertsja is een site met voorbeelden van kunst die voorlopig op 40-45.000 BP (gekalibreerde datum ongeveer 48.500 BP) werd geschat. Sommige vondsten zijn tijdens de Tweede Wereldoorlog verloren gegaan, andere bevinden zich in de lokale historische musea van Simferopol en Odessa.